# 加藤康起
加藤 康起（かとう こうき、1987年7月28日 - ）は、日本の元アーティスト、元俳優である。東京都出身。スターダストプロモーションに所属していた。
sprout、JammingFlowの元メンバー。日本水泳連盟登録競技者、スキー（SIA SEMIGOLD）の資格を持っている。

## 略歴・人物
- 2006年、塩澤英真と共にツインボーカル・ユニット「sprout」として、『one love』でインディーズ・デビュー。しかし約4ヶ月後脱退。
- 美輪明宏の歌に影響を受けて、音楽の仕事をしようと決心する。
- 2011年3月をもって芸能界を引退したことをブログで発表した。

## 出演

### テレビドラマ
- WATER BOYS（2003年7月 - 9月、フジテレビ） - トビウオ3兄弟三男・康太 役
- めだか（2004年10月 - 12月、フジテレビ）
- 不機嫌なジーン（2005年1月 - 2月、フジテレビ） - 蒼井信二 役
- 大好き!五つ子Go³!!（2007年7月 - 8月、TBS） - 北野克彦 役
- エジソンの母（2008年、TBS）
- 放課後探偵クラブ 第5・13話（2008年、ディズニー・チャンネル）
- 猟奇的な彼女 1回戦（2008年4月、TBS）
- ここはグリーン・ウッド 〜青春男子寮日誌〜（2008年、TOKYO MX） - 藤掛達郎 役
- 大好き!五つ子2008（2008年7月 - 8月、TBS） - 北野克彦 役
- 愛の劇場最終シリーズ 大好き!五つ子（2009年2月 - 3月、TBS） - 北野克彦 役
- 僕の秘密★兵器（2009年10月 - 12月、メ～テレ） - 一之瀬ハジメ 役
- 華麗なるスパイ 第4話（2009年8月8日、日本テレビ） - 一平 役
- 仮面ライダーW 第29・30話（2010年4月4日・11日、テレビ朝日） - 福島元 / ナイトメア・ドーパント 役
- ドラマスペシャル 名古屋やっとかめ探偵団（2010年6月20日、東海テレビ） - 大矢慎 役

### 映画
- オトシモノ（2006年9月30日公開）
- 半分の月がのぼる空（2010年4月2日公開） - 山西保 役
- 時をかける少女（2010年3月13日公開） - 1972年の深町一夫 役

### CM
- 東京臨海高速鉄道 お台場へ行こうキャンペーン（2007年4月28日 - ）
- 総務省 地上デジタル放送（2007年）

### ラジオ
- MAGICAL STREAM（2006年1月 - 3月）
- MY LITTLE HONDA

### ラジオドラマ
- 一瞬の風になれ 第4・5話（2007年5月17日・18日、NHK-FM）

### イベント
- POWER BOXX Vol.2（2007年8月22日、原宿アストロホール） - DAKARA☆S!!として出演
- POWER BOXX Vol.3（2008年8月30日、原宿アストロホール） - DAKARA☆S!!として出演

### プロモーションビデオ
- cune『夕顔』（2005年6月8日）
- pigstar『君=花』（2008年4月23日）